# Prueba nuclear de Corea del Norte de 2017
La prueba nuclear de Corea del Norte de 2017 hace referencia a la prueba nuclear subterránea realizada por el régimen norcoreano a las 12:00:01 (UTC+08:30) del 3 de septiembre de 2017, en su sitio de pruebas nucleares Punggye-ri, a unos 50 kilómetros al noroeste de la localidad de Kilju, en el condado homónimo.
El Ministerio de Asuntos Exteriores de Japón también concluyó que Corea del Norte realizó una prueba nuclear. El Servicio Geológico de los Estados Unidos informó de un terremoto de 6.3-magnitud no lejos del sitio de prueba nuclear de Punggye-ri de Corea del Norte. El USGS, así como la administración de terremoto de China, informó que el evento inicial fue seguido por un segundo terremoto más pequeño en el sitio, varios minutos más tarde, que se caracterizó como un colapso de la cavidad. Corea del Norte afirmó que detonó con éxito una bomba de hidrógeno que se puede cargar en un misil balístico intercontinental (ICBM) con gran poder destructivo.

## Estimaciones de rendimiento
Según las estimaciones de Kim Jong-un, jefe del comité de defensa del parlamento norcoreano, el rendimiento nuclear equivalía a unos 100 kilotones de TNT (100 kt). "La última prueba del Norte se estima que tiene un rendimiento de hasta 100 kilotones, aunque es un informe provisional", dijo Kim Jong-un a Yonhap News Agency.
El 3 de septiembre, la agencia meteorológica de Corea del Sur, la Administración Meteorológica de Corea, estimó que el rendimiento de la explosión nuclear de la presunta prueba estaba entre 50 y 60 kilotones. En contraste, la agencia independiente de monitoreo sísmico NORSAR estimó que la explosión tenía un rendimiento de aproximadamente 120 kilotones. El Instituto Federal de Geociencias y Recursos Naturales de Alemania estima un mayor rendimiento a "unos pocos cientos de kilotones" basado en un temblor detectado de magnitud 6.1.

## Reacciones internacionales
Corea del Sur, China y Rusia expresaron fuertes críticas a la prueba nuclear. El presidente estadounidense, Donald Trump, desde su cuenta de Twitter: "Corea del Norte ha llevado a cabo una importante prueba nuclear, sus palabras y acciones continúan siendo muy hostiles y peligrosas para Estados Unidos". El 3 de septiembre, el secretario de Defensa estadounidense, James Mattis, advirtió a Corea del Norte, diciendo que el país recibiría una "respuesta militar masiva" si amenazaba a Estados Unidos o a sus aliados.